# Roger Delgado
Roger Caesar Marius Bernard de Delgado Torres Castillo Roberto (1 de marzo de 1918-18 de junio de 1973) fue un actor británico, más conocido por su papel de el Amo en Doctor Who.

## Biografía
Nació en Whitechapel, en el East End de Londres, de madre belga y padre español. A menudo menciona al actor de Doctor Who Jon Pertwee, un amigo íntimo, como quien le hizo un auténtico cockney. Asistió a la Cardinal Vaughan Memorial School, una escuela secundaria católica en Holland Park.
Delgado trabajó extensamente en el teatro británico, así como en televisión, cine y radio. Apareció en el serial de BBC Television de 1955 Quatermass II, tuvo un papel en el drama bélico The Battle of the River Plate (1956) y llegó a la fama en Gran Bretaña cuando interpretó a Menoza en la serie de ITC Entertainment Sir Francis Drake (1961-1962), tras lo cual aumentó su volumen de trabajo.
Delgado solía interpretar a villanos, apareciendo en muchas notables series de acción y aventura de ITC, como The Champions (1969), Danger Man (1961), El Santo (1962, 1966) y Randall and Hopkirk (Deceased) (1969. Hizo un total de dieciséis apariciones como invitado en programas de ITC, más que ningún otro actor, con su último papel en The Zoo Gang en 1974. También apareció en Los vengadores (1961, 1969), The Power Game (1966) y Crossfire (1967). En el cine apareció junto a Bing Crosby y Bob Hope en Dos frescos en órbita.

## Doctor Who
Comenzó a trabajar en Doctor Who a finales de 1970. Su primera aparición se emitió en la aventura de enero de 1971 Terror of the Autons. Después aparecería como el Amo en muchos de los seriales del Tercer Doctor, incluyendo The Mind of Evil, The Claws of Axos, Colony in Space, The Daemons, The Sea Devils, The Time Monster y Frontier in Space. La historia del Amo debía acabar en The Final Game, planificada como última historia del Tercer Doctor de Jon Pertwee, pero la historia se suspendió tras la repentina muerte de Delgado. Desde entonces el papel del Amo ha sido interpretado por varios actores: Peter Pratt, Geoffrey Beevers, Anthony Ainley, Eric Roberts, Derek Jacobi, John Simm, Michelle Gomez y Sacha Dhawan.

## Muerte
Roger Delgado murió en Turquía mientras estaba rodando la nunca completada película Bell of Tibet. Falleció junto a dos técnicos cinematográficos turcos, cuando el coche en el que viajaban se salió de la carretera y cayó por un barranco. Jon Pertwee solía remarcar (como en su entrevista para la serie de documentales en video Myth Makers) que la muerte de Delgado a los 55 años fue uno de los catalizadores que le llevaron a su propia marcha de Doctor Who.

## Filmografía selecta
- Murder at Scotland Yard (1952)
- The Broken Horseshoe (1953)
- The Captain's Paradise (1953)
- Blood Orange (1953)
- The Belles of St Trinian's (1954)
- Third Party Risk (1954)
- Storm Over the Nile (1955)
- The Battle of the River Plate (1956)
- Manuela (1957)
- Sea Fury (1958)
- Mark of the Phoenix (1958)
- First Man Into Space (1959)
- The Stranglers of Bombay (1959)
- Sands of the Desert (1960)
- The Singer Not the Song (1961)
- The Terror of the Tongs (1961)
- Village of Daughters (1962)
- The Road to Hong Kong (1962)
- In Search of the Castaways (1962)
- The Mind Benders (1963)
- The Running Man (1963)
- Hot Enough for June (1964)
- The Sandwich Man (1966)
- The Mummy's Shroud (1967)
- Star! (1968)
- The Assassination Bureau (1969)